# Hotell Gillet, Stockholm

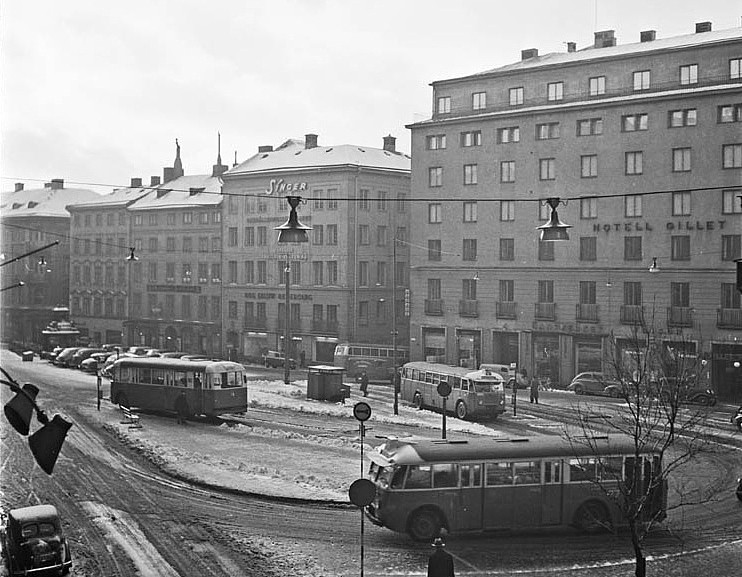
Hotell Gillets exteriör 1949.

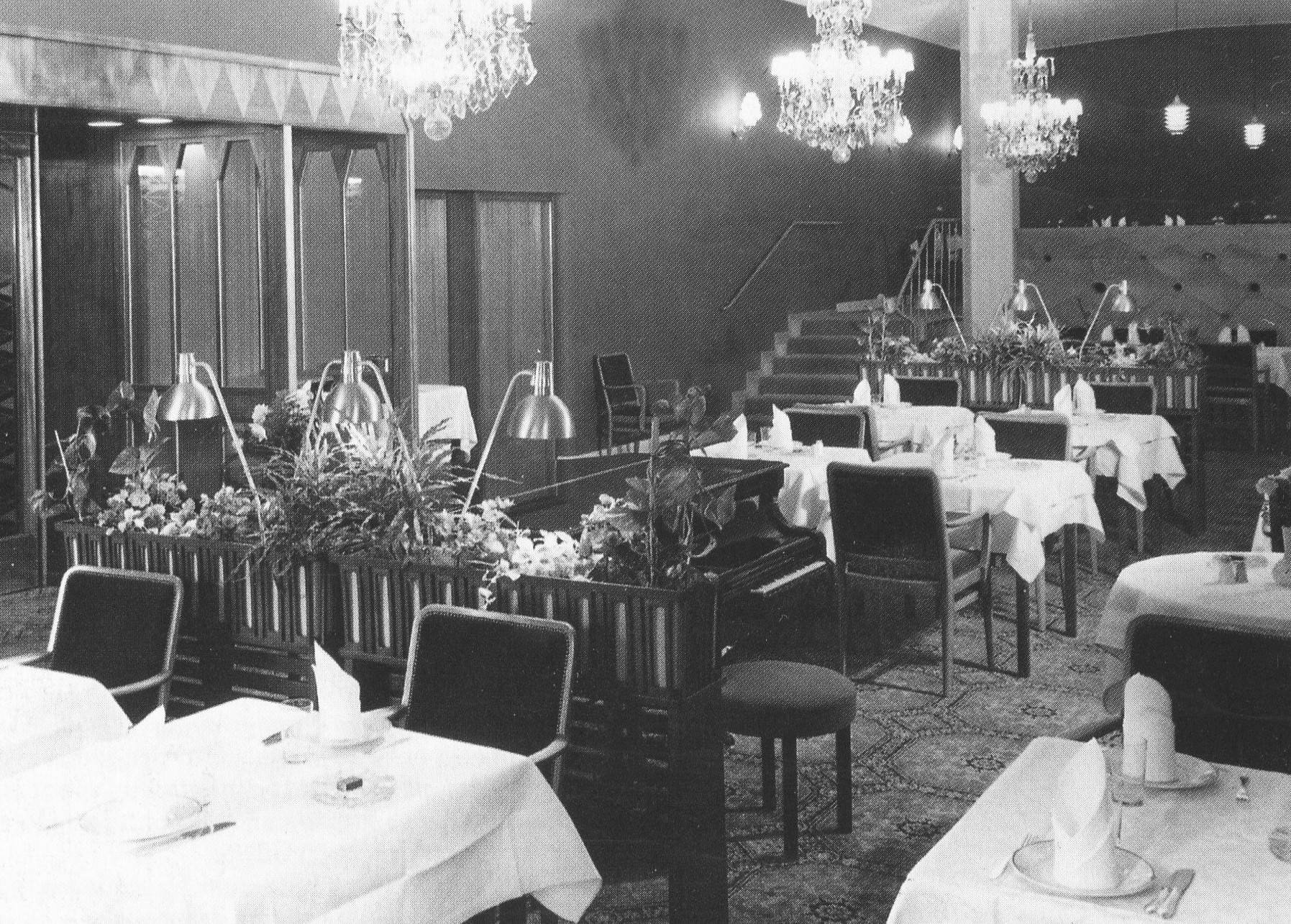
Hotell Gillet, stora matsalen, 1940-tal.

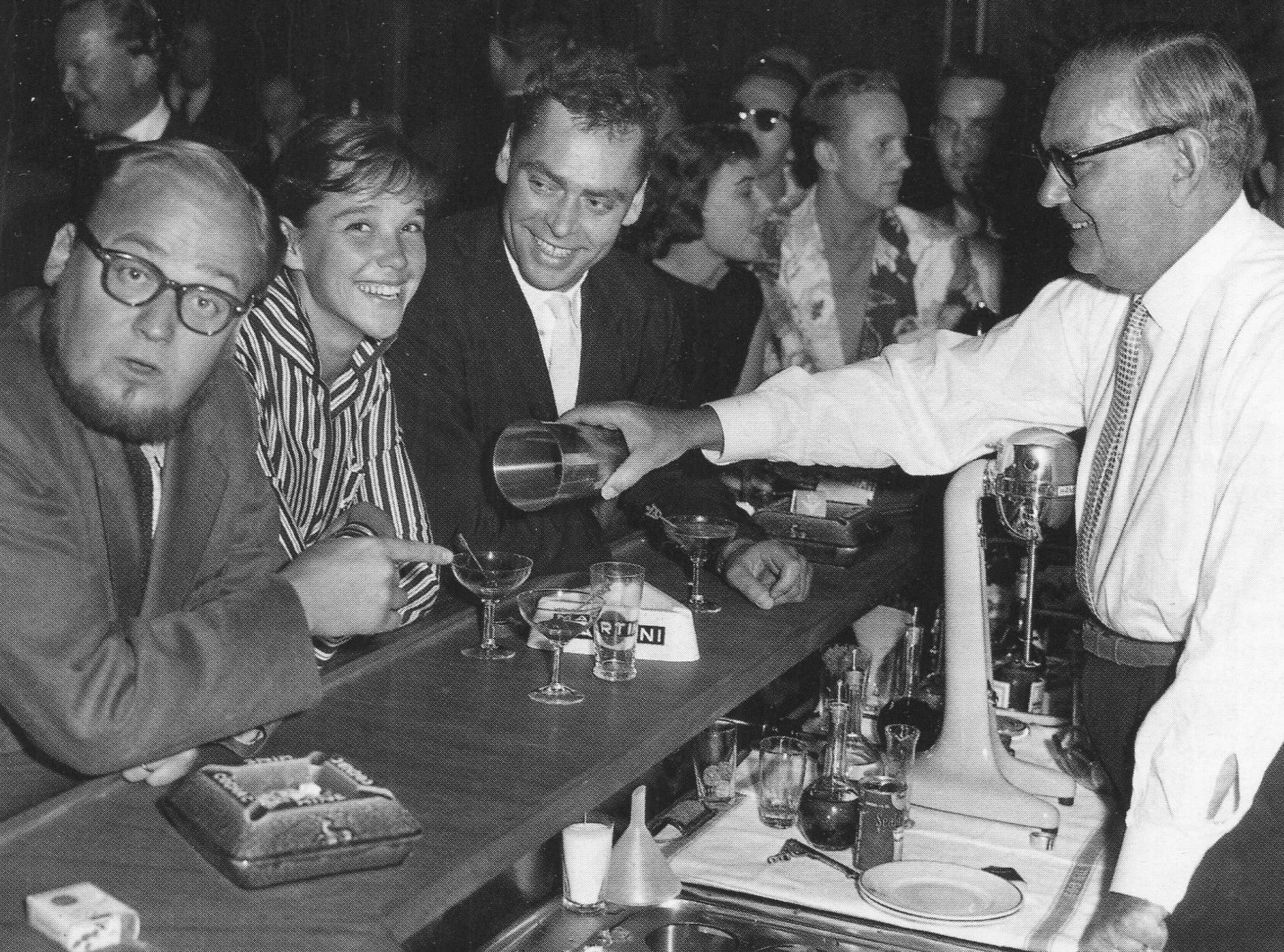
Nya baren på restaurangen Gillet 1958. Från vänster: Yngve Gamlin, Gunwer Bergqvist och Dirch Passer.

Hotell Gillet var ett hotell med restaurang vid Brunkebergstorg på Norrmalm i Stockholm.
Dess senare byggnad invigdes ca 1915 och revs 1969. På samma plats låg tidigare de la Croix salonger och Restaurang Runan i sedermera Hantverksföreningens hus, och här invigdes 1971 hotellet Sergel Plaza.
Will Sjöwall var hotellchef på Gillet i Klara.